# Obscuritatem Advoco Amplectère Me
Albums de Abruptum
Evil
(1991) In Umbra Malitiae Ambulabo, in Aeternum in Triumpho Tenebraum
(1994)
Obscuritatem Advoco Amplectère Me (latin pour : « J'invite l'obscurité à m'embrasser ») est le premier album studio du groupe musical suédois de musique bruitiste, de dark ambient, de black noise et de black metal Abruptum. Il s'agit d'un des albums fondamentaux pour l'évolution du black noise.

## L'album
Les deux titres de l'album ont été écrits en 1992 par It. L'album a été enregistré en 1992 aux Abruptum Studios et a été publié en 1993 par le label d'Euronymous Deathlike Silence Productions. En 1999, l'album a été réédité par Evil sur le label Blooddawn Productions. L'album se compose uniquement de deux longs morceaux cacophoniques d'environ vingt-cinq minutes chacun, que le critique de Rock Hard, Wolf-Rüdiger Mühlmann, décrit comme des « cris enregistrés pendant une torture auto-infligée [...] imposés par l'abus de drogues » et un « rejet total et délibéré de la mélodie ». Mühlmann poursuit : « Bruits, sensations, bruit pur, bruit noir, un bruit évocateur, abyssal et horrifique ». Euronymous, qui a publié l'album sur son label Deathlike Silence, a décrit la musique d'Abruptum comme étant « la quintessence du mal pur et obscur », et It a jugé cette définition appropriée, allant même jusqu'à ajouter que « les Abruptum ne sont pas un groupe et ne jouent pas de musique ». Les instruments utilisés sont principalement la batterie, la guitare, la basse, les claviers et divers autres instruments de musique, mais ce qui est le plus frappant, ce sont les cris inhumains, car les membres du groupe se seraient torturés et blessés les uns les autres pendant l'enregistrement en studio, ce qui n'a toutefois jamais été officiellement confirmé.

## Pochette
La pochette originale de l'album avait une pochette entièrement noire, sans aucune information, ni liste des titres, ni le logo ou le nom du groupe. Les rééditions suivantes sur le label Deathlike Silence Productions ont le titre de l'album sur la pochette, et des photos des musiciens au dos. Lorsque l'album a été réédité par Blooddawn Productions, une nouvelle pochette avec le logo du groupe a été ajoutée.

## Critique
Selon Wolf-Rüdiger Mühlmann de Rock Hard, Obscuritatem Advoco Amplectère Me pourrait être décrit comme « probablement l'album de black metal le plus fou et le plus scandaleux du début des années 90 » et « l'album le plus insolent de l'histoire très courte mais émouvante de l'emblématique label Deathlike Silence Productions » : « Ces deux gars, alors très jeunes et débordant d'autodestruction, pensaient qu'ils étaient sacrément sérieux à l'époque. Et cela se sentait à chaque seconde ». Le critique musical Piero Scaruffi qualifie l'album de séquence de « improvisations trance-métal épuisantes et tordues ».

## Liste des titres
| No | Titre   | Durée |
| -- | ------- | ----- |
| 1. | Part I  | 25:31 |
| 2. | Part II | 25:28 |

## Formation
- It : Chant.
- Evil : Instruments.